# 해조 (요리왕 비룡)
해조는 요리왕 비룡의 등장인물으로, 성우는 구판에서  오카모토 마야/문선희, 더 마스터에서는 카이다 유코/이명희. 원판이름은 "샹(シャン)."

## 소개
비룡 일행이 상해에서 만난 암흑요리계 출신의 여성 요리사. 승리를 위하여 수단과 방법을 안가리는 비겁함을 보이는 인물. 또 한벌의 칠성도(七星刀)를 가지고 있어 일석(レオン)을 당황하게 만들었다. 일석의 오리지널 칠성도를 뺏으려하지만 실패 - 비룡과의 대결에서 패배한 장풍을 버려두고 혼자 도망친다. 훗날 비룡일행의 앞에 나타나 또다시 나쁜 일을 꾸미지만 실패하고, 암흑패의 원칙에 따라 절벽에 몸을 던진다.